# Blue Shadow
Blue Shadow, connu au Japon sous le nom Yami no Shigotonin KAGE (闇の仕事人 KAGE), ou bien Shadow of the Ninja en Amérique du Nord, est un jeu vidéo d'action - plates-formes développé et édité par Natsume  en 1990 sur la console Nintendo.

## Système de jeu
Il s’agit d’un jeu de plateforme et d’action, dans lequel le héros sillonne des niveaux en scrolling horizontal, affrontant différents adversaires. Chaque série de niveaux se termine par un boss impressionnant pour la machine. 
Dans le premier niveau, le héros commence sur un bateau en pleine tempête. Les ennemis sont plutôt simple. Le personnage est très maniable (saut, coup de sable) et peut s’accrocher aux mâts et s’y isser.

## Réédition
- 2010 - Wii CV
- 2024 - Nintendo Switch,  PC, PlayStation 4, PlayStation 5 et Xbox Series dans une version remasterisée et intitulée « Shadow of the Ninja: Reborn »